# Dmitrij Gavrilov
Dmitrij Aleksandrovič Gavrilov (in russo Дмитрий Александрович Гаврилов?; Alma-Ata, 27 novembre 1986) è un cestista kazako.

## Carriera
Con il Kazakistan ha disputato tre edizioni dei Campionati asiatici (2009, 2015, 2022).